# Рюффен, Франсуа Амабль
Франсуа Амабль Рюффен (фр. François Amable Ruffin; 1771—1811) — французский военный деятель, дивизионный генерал (1807 год), граф (1808 год), участник революционных и наполеоновских войн. Имя генерала выбито на Триумфальной арке в Париже.

## Биография

### Начало службы
Родился в семье трактирщика Жака Рюффена (фр. Jacques Adrien Dominique Ruffin; 1742—1798) и его супруги Марии Гамбар (фр. Marie Marguerite Gambard; 1742—1819). Начал службу добровольцем 18 сентября 1792 года, а уже через два дня был избран сослуживцами капитаном роты волонтёров Больбека, входившей в состав 7-го батальона волонтёров Нижней Сены. Продвижение по службе в революционной армии шло очень быстро, и 6 октября 1792 года Франсуа стал подполковником и командиром 1-го батальона.
С 1792 по 1794 годы сражался в рядах Северной армии. 16 августа 1793 года был назначен временным помощником полковника штаба Эрнуфа, и в данной должности отличился в битве при Ондскоте 8 сентября 1793 года. 25 сентября стал временным адъютантом генерала Журдана. 25 января 1794 года был определён в штаб Северной армии со званием командира батальона. Затем, 4 февраля 1794 года Рюффен был переведён в 178-ю полубригаду линейной пехоты, с 28 июня того же года входившую в состав Самбро-Маасской армии. 25 июля 1795 года Франсуа вернулся к должности временного адъютанта генерала Журдана. 23 сентября 1796 года получил отпуск, а 19 января 1797 года ему разрешили навестить родные края.
22 октября 1798 года он вновь адъютант у генерала Журдана, а с 19 июня 1799 года – у генерала Нея. 30 июля 1799 года получил звание полковника штаба, и был зачислен в Дунайскую армию. 3 сентября переведён в состав Рейнской армии. В ноябре стал начальником штаба дивизии Нея. В кампании 1800 года отличился при Энгене (3 мая), Ампфинге (1 декабря) и Гогенлиндене (3 декабря).

### Служба в эпоху Консульства и ранней Империи
По окончании военных действий, 22 декабря 1801 года стал начальником штаба  15-го военного округа в Руане у генерала Сент-Илера. Затем, 29 августа 1803 года вместе с Сент-Илером был переведён в лагерьСент-Омер и назначен начальником штаба 1-й пехотной дивизии Армии Берегов Океана. 14 июня 1804 года стал офицером ордена Почётного легиона.
1 февраля 1805 году произведён Императором в бригадные генералы, и 12 марта возглавил 3-ю бригаду в гренадерской дивизии генерала Удино в Аррасе. Успешно провёл кампанию 1805 года. Отличился при Вертингене, Холлабрунне и Аустерлице. По окончании боевых действий стал комманданом ордена Почётного легиона 25 декабря 1805 года. После расформирования элитной дивизии, 5 октября 1806 года возглавил бригаду пеших драгун в дивизии Удино.
30 октября присоединился к штабу Великой армии, а уже 2 ноября возглавил 1-ю бригаду вновь воссозданной гренадерской дивизии. Участвовал в осаде Глогау (с 7 ноября по 3 декабря 1806 года), в сражениях при Штрелене (24 декабря 1806 года) и Остроленке (16 февраля 1807 года). Был награждён саксонским военным орденом Святого Генриха. 5 мая 1807 года дивизия Удино влилась в состав новообразованного резервного корпуса маршала Ланна. За свои блестящие действия 14 июня при Фридланде получил похвалу Наполеона.

### Во главе дивизии

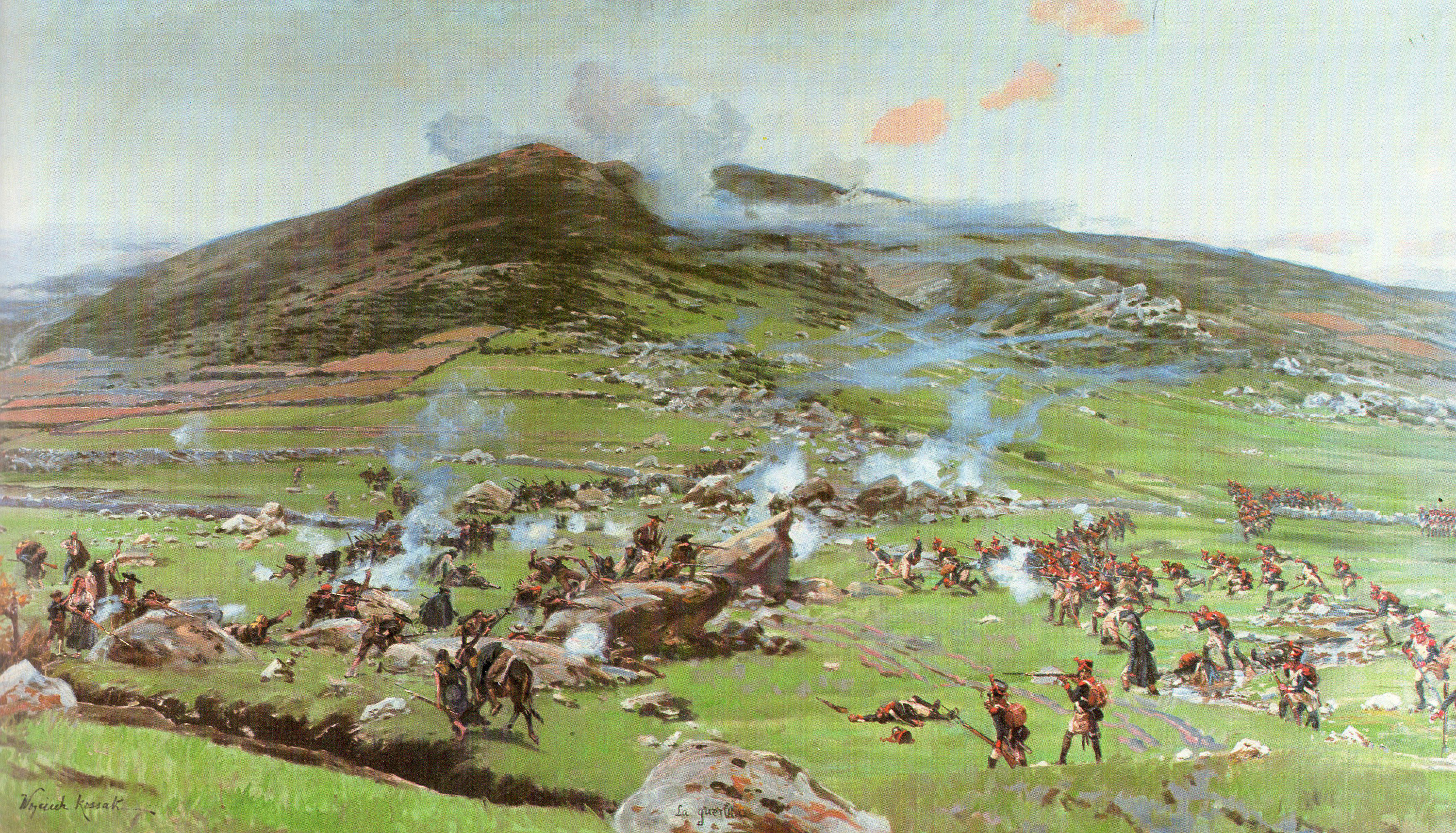
Дивизия Рюффена атакует позиции испанцев при Сомосьерре, 30 ноября 1808 года. Художник Войцех Коссак

3 ноября 1807 года произведён в дивизионные генералы, и заменил генерала Дюпона на посту командира 1-й пехотной дивизии 1-го армейского корпуса. 10 марта 1808 года получил ежегодную денежную дотацию в 30 000 франков от королевства Вестфалия, а через девять дней стал графом Империи. 7 сентября его дивизия была переброшена в Испанию. Составляя правое крыло имперских сил, дивизия сражается против испанского генерала Блейка в битве при Эспиносе 10 и 11 ноября 1808 года. Рюффен атакует левый фланг противника. Испанцы разбиты и в беспорядке покидают поле боя, оставив тысячи пленных в руках противника. Потери самих французов чуть более тысячи человек. 21 ноября дивизия Рюффена вошла в Толедо. После этого, французская армия наступает на Мадрид, но сталкивается с проблемами у Сомосьерры, где все проходы в горах надёжно охраняются генералом Бенито де Сан-Хуаном. Рюффен пытается атаковать противника, но под огнём испанцев, его 96-й полк несёт довольно тяжёлые потери. Первые позиции испанцев были в конце концов с трудом взяты, но пехота не может и дальше так рисковать, теряя много людей. В результате Наполеон принимает решение бросить на испанцев гвардейских польских улан, которые своей героической и эпической атакой пробивают дорогу на Мадрид. 2 декабря в вечернее время генерал Ля Брюйер проводит неподготовленный штурм окрестностей Мадрида, но будучи ранен выстрелом в горло, умирает на следующий день от полученной раны. После занятия столицы Испании, дивизия располагается гарнизоном в городе до января 1809 года. 10 января дивизия со всем 1-м корпусом маршала Виктора покинула столицу, и выдвинулась дальше на юг, в сторону испанских сил генерала Венегаса. В битве при Уклесе, 13 января 1809 года, Виктор приказывает Рюффену с права обойти фланг противника, но дивизия теряется по пути, и задерживается. Его три полка в конечном итоге обошли части Венегаса у деревни Карраскоза, и остановили испанских беглецов, а затем атаковали их тылы силами 24-го линейного полковника Жамена. 20 флагов и почти 6000 пленных были взяты французами в этот день. Некоторое время спустя, в марте 1809 года, 1-й корпус выдвинулся в сторону Эстремадуры против армии Дона Грегорио Гарсия де-ла-Куэсты. Мост Арзобиспо через реку Тахо, по которуму должны были пройти дивизии Рюффена и Вийята, был уничтожен испанцами при отступлении, и задача по его восстановлению и охране легла на плечи солдат из дивизии Рюффена. По этой причине дивизия не участвовала в разгроме испанцев в сражении при Медельине 28 марта. Однако, несмотря на этот успех, повстанческое движение оставалось очень сильным, тем более, что британский генерал Артур Уэлсли прибыл в Португалию, чтобы соединиться с испанскими войсками. Узнав о прибытии англичан, маршал Виктор переходит обратно Таху и соединяется с Себастьяни и Мадридской армией. Напротив, англо-испанские силы скрываются в горах Талаверы. 27 июля вечером, маршал Виктор бросает дивизию Рюффена в плохо подготовленную атаку против северного фланга британских позиций. 9-й двигаясь в гору и без должной поддержки несёт большие потери и вынужден отступить. На следующий день, Рюффен снова штурмует хребет с тремя полками, но под сильным огнём пехоты Уэлсли, французские солдаты вынуждены были отступить, оставив 1500 человек на земле. Эта вторая неудача вызывает неоднозначную реакцию во французском генеральном штабе. Король Жозеф приказывает провести третью атаку всем корпусом Виктора. Генерал Рюффен, чьё подразделение было сильно потрёпано предыдущими боями, атакует справа от «холма Медельин» совместно с дивизией Лаписса. Усилия Рюффена приносят плоды и защитники собираются отступить, когда генерал Лаписс был смертельно ранен. Французская атака захлёбывается, но Жозеф отказывается послать в бой резервы, и приказывает отступить. Потери серьёзны: «В 9-м, 24-м и 96-м [...] более двух третей офицеров выбыло из строя и 500 человек на полк было убиты и ранены», отмечает в своём рапорте генерал Семле. Французы отошли в Мадрид, но подход корпуса Сульта вынудил Уэлсли вернуться в Португалию. Остальную часть 1809 года 1-й корпус провёл в Кастилии-Ла-Манче, к югу от Мадрида. В январе 1810 года французские войска вошли в Андалусию и Севилью, но неумелое руководство короля Жозефа позволяет испанцам отступить в Кадис, к хорошо укреплённым позициям. Маршал Виктор 5 февраля 1810 года вынужден начать осаду города. На протяжении всего 1810 года дивизия проводила операции вокруг Кадиса. В 1811 году 1-й корпус всё ещё находился у Кадиса. Англо-испанская армия под командованием генералов Грэма и Пеньи совершает марш против французов, чтобы заставить их снять осаду. Противники сходятся в битве при Барросе 5 марта 1811 года. Военные действия начинаются с захвата дивизией Рюффена высот у Барросы, что позволяет установить французам здесь свою артиллерию. Британский батальон пытается вернуть себе позицию, и сковав людей Рюффена, позволяет подойти бригаде Дилка к месту боя. Завязывается ожесточённая мушкетная дуэль. Виктор направляет Рюффену подкрепление. Но попав под сильный перекрёстный и меткий огонь англичан, французы понесли большие потери. Генерал Рюффен был тяжело ранен картечью и попал в плен к англичанам. Умер от полученных ран на борту транспортного корабля «Горгона», в гавани Портсмута, 15 мая 1811 года. Был похоронен c воинскими почестями там же, но 4 ноября 1845 года его останки были перезахоронены в родном Больбеке.

## Личность
Франсуа был человеком с внушительной фигурой, вот как его описывает историк Коллен-Кастень: «Генерал Рюффен имел прекрасное телосложение; он был ростом пять футов семь дюймов (181 см), имел широкие плечи в двадцать восемь дюймов».
А биограф маршала Виктора, Жак Ле Костюмье, отмечал любовь Рюффена к явствам: «Генерал Рюффен был храбрым как в бою, так и за столом. По последнему пункту, ходили слухи, что он не уступал генералу Биссону».

## Воинские звания
- Солдат (18 сентября 1792  года);
- Капитан (20 сентября 1792 года);
- Подполковник (6 октября 1792 года);
- Полковник штаба (30 июля 1799  года);
- Бригадный генерал (1 февраля 1805 года);
- Дивизионный генерал (3 ноября 1807 года).

## Титулы

Герб графа

- Герб графаГраф Рюффен и Империи (фр. comte Ruffin et de l'Empire; декрет от 19 марта 1808 года, патент подтверждён 26 октября 1808 года в Париже)[4][5].

## Награды
Легионер ордена Почётного легиона (5 февраля 1804 года)
 Офицер ордена Почётного легиона (14 июня 1804 года)
 Коммандан ордена Почётного легиона (25 декабря 1805 года)
 Кавалер саксонского военного ордена Святого Генриха (29 июня 1807 года)